# Outes
Outes település Spanyolországban, A Coruña tartományban. Outes Noia, Brión, Negreira, Mazaricos és Muros községekkel határos. Lakosainak száma 6049 fő (2024).

## Népesség
A település népessége az utóbbi években az alábbiak szerint változott:
| Lakosok száma | 8553 | 8050 | 7751 | 7425 | 7243 | 6804 | 6606 | 6282 | 6150 | 6049 |
|               | 2001 | 2004 | 2006 | 2009 | 2011 | 2014 | 2016 | 2019 | 2021 | 2024 |